# Rząd Jensa Hundseida

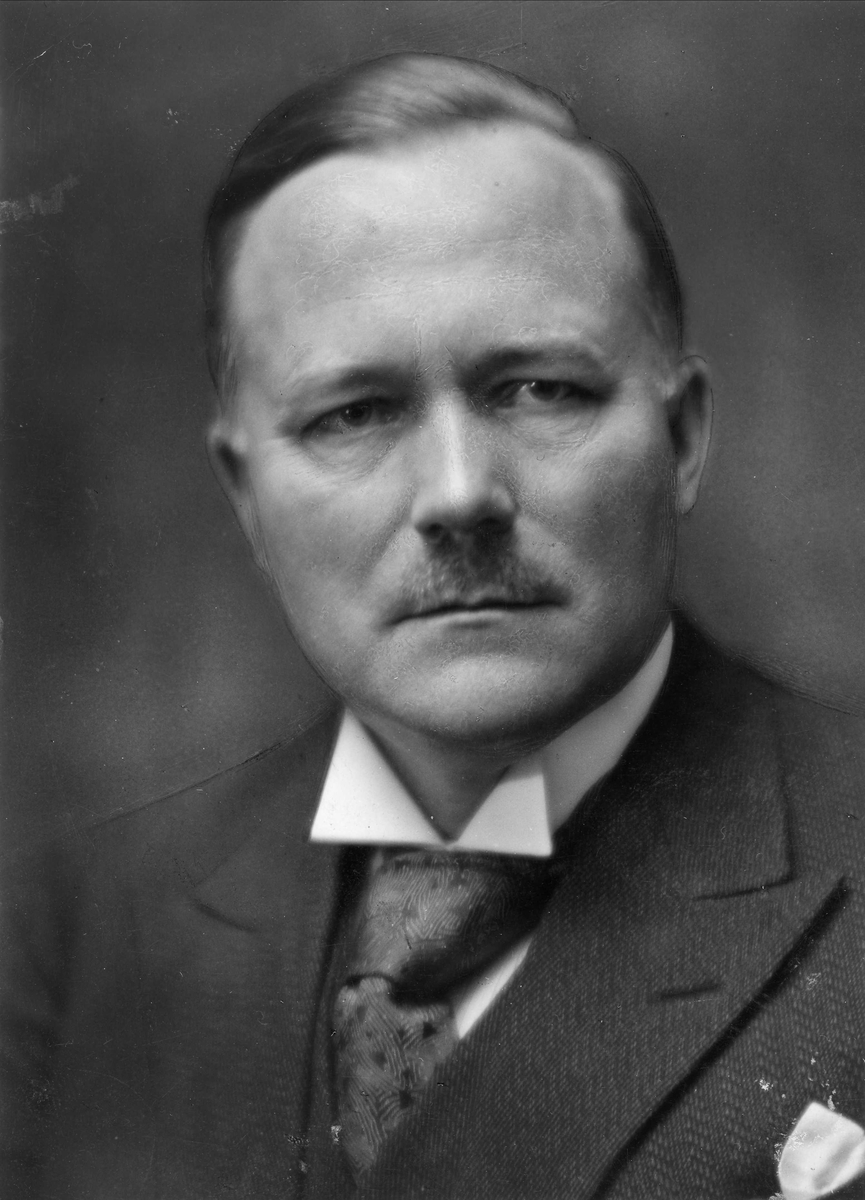
Jens Hundseid, premier Norwegii w latach 1932-1933 (fotografia z roku 1935)

Rząd Jensa Hundseida został powołany 14 marca 1932 roku, po tym jak poprzedni premier, Peder Kolstad, zmarł, a jego rząd został rozwiązany. Był to rząd złożony wyłącznie z członków Partii Chłopskiej. Rząd zrezygnował po wotum nieufności partii lewicowej 3 marca 1933.

## Skład rządu
źródło:
| Pozycja w rządzie            | Polityk              | Od            | Do           |
| ---------------------------- | -------------------- | ------------- | ------------ |
| Premier                      | Jens Hundseid        | 14 marca 1932 | 3 marca 1933 |
| Minister spraw zagranicznych | Birger Braadland     | 14 marca 1932 | 3 marca 1933 |
| Minister Kościoła i edukacji | Nils Trædal          | 14 marca 1932 | 3 marca 1933 |
| Minister sprawiedliwości     | Asbjørn Lindboe      | 14 marca 1932 | 3 marca 1933 |
| Minister obrony              | Vidkun Quisling      | 14 marca 1932 | 3 marca 1933 |
| Minister finansów            | Jon Sundby           | 14 marca 1932 | 3 marca 1933 |
| Minister handlu              | Ivar Kirkeby-Garstad | 14 marca 1932 | 3 marca 1933 |
| Minister pracy               | Rasmus Langeland     | 14 marca 1932 | 3 marca 1933 |
| Minister rolnictwa           | Jens Hundseid        | 14 marca 1932 | 3 marca 1933 |
| Minister spraw społecznych   | Jakob Vik            | 14 marca 1932 | 3 marca 1933 |

## Próba zmian składu rządu
Jens Hundseid, po nominacji na stanowisko premiera przez Króla Haakona VII, chciał zmienić skład rządu, który zbudował Peder Kolstad. Początkowo był zdecydowany, by zdyskredytować dotychczasowego ministra sprawiedliwości Asbjørna Lindboe, jak i ministra obrony Vidkuna Quislinga. Sprzeciwiła się temu jednak pozostała część parlamentu, a inni ministrowie z poprzedniego rządu, tacy jak minister Kościoła i Edukacji Nils Trædal oraz minister Jon Sundby poparli ich stronę i zdecydowanie odradzali Hundseidowi zmiany. Hundseid zdecydował się na pozostawienie dotychczasowego składu, jednak na ministra finansów powołał Jona Sundbego, a dotychczasowy minister rolnictwa Ivar Kirkeby-Garstad został ministrem handlu w miejsce Pera Larsena. Hundseid objął pozostawione ministerstwo rolnictwa łącząc je z teką premiera.